# Jens Jensen Stoulund
Jens Jensen Stoulund (født 13. maj 1790 på Vallerbækgård i Karup Sogn, død 15. august 1868 sammesteds) var en dansk hedeopdyrker og engvandingsmester.
Han blev født 1790 eller 1791 på Vallerbækgård i Vallerbæk, Karup Sogn. Fem år efter døde hans fader, gårdejer Jens Nielsen Overgaard, og moderen, Ane Jensdatter, ægtede derpå Peder Pedersen Stoulund eller Stavlund (1767-1833) fra byen Stavlund i Haderup Sogn. Stedfaderen Peder Stoulund havde lært vandingskunsten i Tyskland og gik sidst i 1700-tallet i gang med at grave grøfter og kanaler og bygge stemmeværker ved Vallerbæk. Det var den Peder Stoulund, som Steen Steensen Blicher i sin landøkonomiske beskrivelse af Viborg Amt roser for imponerende resultater med engvanding i begyndelsen af 1800-tallet.
Jens Jensen fik navn efter sin "vandkyndige" stedfader, der gav ham en hård opdragelse og tidlig lod ham deltage i sine engvandingsarbejder; efter at have været soldat i Frankrig overtog han 1812, noget over 20 år gammel, ved stedfaderens død sin fødegård, som han opdyrkede så godt, at Landhusholdningsselskabet gav ham et sølvbæger og en svingplov, den første, der kom til karupegnen. I et halvt århundrede virkede Jens Stoulund som leder af egnens vandingsforetagender, og o. 1830 byggede han på øjemål, uden brug af nivellerinstrument, en kanal i 1/2 mils længde (ca 3.750 m,), der førte Karupåens vand ud over store strækninger; således banede han vejen for Hedeselskabets første foretagender på engvandingens område. Jens Stoulund var ikke blot en fremragende landbruger, men tillige fører og rådgiver for befolkningen og desuden dygtig som murer, tømrer, tækkemand, smed og bødker; på hans ejendom var der først kun otte køer og stude; 50 år senere var den delt i fire gårde, en til hver søn, med grundmurede bygninger og i alt 80 kreaturer. Det havde stor betydning for hedebønderne, at de lærte om afvanding af engarealer, som pga. afvanding blev til græsareal i stedet for lyng og på denne måde gav mere foder til deres kreaturer.
7. december 1817 ægtede Jens Staulund Ane Knudsdatter, hvis fader, Knud Sangild, var gårdmand i Thorning Sogn; hun var født i september 1794 og døde 14. juli 1856. Selv døde Jens Stoulund 15. december 1868 på Vallerbækgård.
Jens Stoulunds grav er, som den eneste på Karup Kirkegård fredet. Der står to gamle jernkors, hvor man på det ene kan læse følgende:
"Med bække vand han danned Land, der vokser frem med Kløverblad en Minde skøn, mens Verden staae".
Digteren Meïr Aron Goldschmidt fortæller i En Hedereise i Viborg-Egnen, at familien Stoulund har anlagt "de største Engvandingsanlæg, der i Danmark ere blevne udførte uden technisk Bistand". Den længste af disse var på 3½ km.

## Senere udvikling
Den sidste engvandingsmester var Christian Feddersen, som sammen med Enrico Mylius Dalgas (stifteren af Det danske Hedeselskab) oprettede en engvandingsskole på gården Engholm ved Karup Kirke. Efter, at Det danske Hedeselskab var blevet stiftet i 1866, fik Feddersen overdraget nivellerings- og opmålingsarbejdet ved Karup Å, og fem år senere var der anlagt hele 10 kanaler ved åen. Egnen er blevet betegnet som engvandingens vugge, og rundt om i sognet kan der stadig ses rester af de mange kanaler og grøfter, hvilket på egnen er et historisk landemærke for natur interesserede. Arbejdet blev fortsat af Jens Staulunds søn, Jens Jensen.